# Lygarina
Lygarina és un gènere d'aranyes araneomorfes de la subfamília Erigoninae, dins de la família Linyphiidae.
Fou descrit per primera vegada per Eugène Louis Simon l'any 1894.
Es pot trobar a Sud-amèrica: Argentina, Brasil, Perú, i Veneçuela.

## Llista d'espècies
Segons The World Spider Catalog 12.0:
- Lygarina aurantiaca (Simon, 1905)
- Lygarina caracasana Simon, 1894
- Lygarina finitima Millidge, 1991
- Lygarina nitida Simon, 1894 (Espècie tipus)
- Lygarina silvicola Millidge, 1991